# Xã Lower Mifflin, Quận Cumberland, Pennsylvania
Xã Lower Mifflin (tiếng Anh: Lower Mifflin Township) là một xã thuộc quận Cumberland, tiểu bang Pennsylvania, Hoa Kỳ. Năm 2010, dân số của xã này là 1.783 người.